# アズラ
アズラ（Azura）は、ヨベル書第4章の女性で、アダムとエバの娘であり、セトの妻であり妹。アズラが誕生したのは、アンノ・ムンディで134年から140年頃のことである。セトとの間に、エノスという息子とノエムという娘を産んだ。
ロストフのディミトリーは、セトの妻Асвамаは、カインとアベルの妻のように彼の双子の姉妹であると主張した。